# Villa Independencia (Partido de General San Martín)
Villa Independencia es uno de los 29 barrios oficiales del partido de partido de San Martín en el Gran Buenos Aires, Argentina.
Es una de las localidades más nuevas del municipio ya que fue creada en 2024 con tierras que antes pertenecían oficialmente a Ciudad Jardín El Libertador. Por su acceso a la estación de tren, también suele considerársele como parte de la vecina localidad de José León Suarez.

## Geografía

### Población
Al haber sido creado en 2024, luego del censo de 2022, aún no hay datos oficiales sobre su cantidad de habitantes.
Sus barrios internos son la propia Villa Independencia original y Villa Lanzone.

## Sitios de interés
- Plaza 5 de Noviembre, en Artigas y 21 de Junio
- Numerosos parque industriales sobre la Autopista Camino del Buen Ayres
- Complejo penitenciario de General San Martín
- Parque General San Martín
- Reserva Ecológica San Martín (en desarrollo)[2].

### Infraestructura
Posee numerosos parques industriales a la vera de la autopista Camino del Buen Ayre, a la cual se accede por la calle Salvador Debenedetti.
También limita con la Ruta Provincial 4 (Buenos Aires) y tiene acceso a la cercana estación José León Suárez.